# Los Angeles osztály
A Los Angeles osztály az Egyesült Államokban az 1970-es évek közepétől a Sturgeon osztály leváltására épített atommeghajtású vadásztengeralattjáró-osztály, melynek egységeit az Egyesült Államok városairól nevezték el. A régebbi építésű, függőleges indítócsővel nem rendelkező hajókat folyamatosan kivonják, és helyüket a Virginia osztály egységei veszik át.

## Története
A Los Angeles osztály eredete az 1960-as évek végéig nyúlik vissza, amikor az Egyesült Államok haditengerészetének szüksége volt egy nagy sebességű, támadó és tengeralattjáró elleni hadviselésre is alkalmas tengeralattjáróra. A tanulmányok eredménye az egyik legdrágább, de igen nagy hatékonyságú fegyverrendszer lett, amely valaha is elnyerte a hadműveletre alkalmas minősítést, és amelyből 62 darab állt szolgálatba az Egyesült Államok haditengerészeténél. Az USS Los Angeles (SSN 688), a hajóosztály első hajója, 1976. november 13-án, az osztály utolsó hajója az USS Cheyenne (SSN 773) 1996. szeptember 13-án állt szolgálatba.

## Felépítésük és jellemzőik
Kezdetben az elülső kormánylapot a toronyra építették, ez viszont korlátozta hajók áthatolási képességét a Jeges-tenger jégmezőin. Az USS San Juan-tól (SSN 751) kezdve a kormánylapátokat áthelyezték az orr-részbe, és ez néhány elektronikai berendezéssel együtt lehetővé tette, hogy a meghirdetett "jeges-tengeri alkalmasság" formálisan is megvalósuljon.
A Los Angeles osztály hajóinak fő fegyverzete az Harpoon, hajók elleni rakétákból, valamint a Tomahawk manőverező robotrepülőgépekből áll, ezen kívül hagyományos, huzalvezérlésű torpedókat is hordoz. Az USS Providence-től kezdődően (SSN 719) az osztály 31 egységét 12 db Tomahawk rakéta indítására szolgáló függőleges indítócsővel is felszerelték.
Szolgálatuk során ezek a tengeralattjárók több háborús esemény részesei voltak. A USS Groton (SSN 694) 1980. április 4. és október 8. között merülésben körbehajózta a Földet. Több közülük víz alatti helyzetből indított Tomahawk robotrepülőgépeket Irak belső területein található célpontok ellen az öbölháború idején, 1991-ben.

## A Los Angeles osztály egységei
Az alábbi táblázat ezen listán alapul:
| Név | Sorozatszám | Gyártó                       | Vízre bocsátás    | Szolgálatba állás  | Tartalékba helyezés | Hadrendből kivonás | Honi kikötő         | Státusz |
| --- | ----------- | ---------------------------- | ----------------- | ------------------ | ------------------- | ------------------ | ------------------- | ------- |
| I. sorozat (Flight I) – 688 sorozat                                                                                |             |                              |                   |                    |                     |                    |                     |         |
| USS Los Angeles | SSN 688     | Newport News Shipbuilding    | 1974. április 6.  | 1976. november 13. | 2010. február 1.    | 2011. február 4.   | Pearl Harbor        | kivonva |
| USS Baton Rouge | SSN 689     | Newport News Shipbuilding    | 1975. április 26. | 1977. június 25.   |                     | 1995. január 13.   | na.                 | kivonva |
| USS Philadelphia                                                                                                   | SSN 690     | General Dynamics Corporation | 1974. október 19. | 1977. június 25.   |                     | 2011. június 29.   | Groton, Connecticut | kivonva |
| USS Memphis | SSN 691     | Newport News Shipbuilding    | 1976. április 3.  | 1977. december 17. |                     | 2011. április 1.   | na.                 | kivonva |
| USS Omaha | SSN 692     |                              |                   |                    |                     |                    |                     |         |
| USS Cincinnati | SSN 693     |                              |                   |                    |                     |                    |                     |         |
| USS Groton | SSN 694     |                              |                   |                    |                     |                    |                     |         |
| USS Birmingham | SSN 695     |                              |                   |                    |                     |                    |                     |         |
| USS New York City                                                                                                  | SSN 696     |                              |                   |                    |                     |                    |                     |         |
| USS Indianapolis                                                                                                   | SSN 697     |                              |                   |                    |                     |                    |                     |         |
| USS Bremerton | SSN 698     |                              |                   |                    |                     |                    |                     |         |
| USS Jacksonville                                                                                                   | SSN 699     |                              |                   |                    |                     |                    |                     |         |
| USS Dallas | SSN 700     |                              |                   |                    |                     |                    |                     |         |
| USS La Jolla | SSN 701     |                              |                   |                    |                     |                    |                     |         |
| USS Phoenix | SSN 702     |                              |                   |                    |                     |                    |                     |         |
| USS Boston | SSN 703     |                              |                   |                    |                     |                    |                     |         |
| USS Baltimore | SSN 704     |                              |                   |                    |                     |                    |                     |         |
| USS City of Corpus Christi                                                                                         | SSN 705     |                              |                   |                    |                     |                    |                     |         |
| USS Albuquerque | SSN 706     |                              |                   |                    |                     |                    |                     |         |
| USS Portsmouth | SSN 707     |                              |                   |                    |                     |                    |                     |         |
| USS Minneapolis-Saint Paul                                                                                         | SSN 708     |                              |                   |                    |                     |                    |                     |         |
| USS Hyman G. Rickover                                                                                              | SSN 709     |                              |                   |                    |                     |                    |                     |         |
| USS Augusta | SSN 710     |                              |                   |                    |                     |                    |                     |         |
| USS San Francisco                                                                                                  | SSN 711     |                              |                   |                    |                     |                    |                     |         |
| USS Atlanta | SSN 712     |                              |                   |                    |                     |                    |                     |         |
| USS Houston | SSN 713     |                              |                   |                    |                     |                    |                     |         |
| USS Norfolk | SSN 714     |                              |                   |                    |                     |                    |                     |         |
| USS Buffalo | SSN 715     |                              |                   |                    |                     |                    |                     |         |
| USS Salt Lake City                                                                                                 | SSN 716     |                              |                   |                    |                     |                    |                     |         |
| USS Olympia | SSN 717     |                              |                   |                    |                     |                    |                     |         |
| USS Honolulu | SSN 718     |                              |                   |                    |                     |                    |                     |         |
| II. sorozat (Flight II) – VLS egységek (Mark 36 vertical launch system)                                            |             |                              |                   |                    |                     |                    |                     |         |
| USS Providence | SSN 719     |                              |                   |                    |                     |                    |                     |         |
| USS Pittsburgh | SSN 720     |                              |                   |                    |                     |                    |                     |         |
| USS Chicago | SSN 721     |                              |                   |                    |                     |                    |                     |         |
| USS Key West | SSN 722     |                              |                   |                    |                     |                    |                     |         |
| USS Oklahoma City                                                                                                  | SSN 723     |                              |                   |                    |                     |                    |                     |         |
| USS Louisville | SSN 724     |                              |                   |                    |                     |                    |                     |         |
| USS Helena | SSN 725     |                              |                   |                    |                     |                    |                     |         |
| USS Newport News                                                                                                   | SSN 750     |                              |                   |                    |                     |                    |                     |         |
| III. sorozat (Flight III) – 688I sorozat (jég alatti műveletekre: magassági kormány az orron, megerősített torony) |             |                              |                   |                    |                     |                    |                     |         |
| USS San Juan | SSN 751     |                              |                   |                    |                     |                    |                     |         |
| USS Pasadena | SSN 752     |                              |                   |                    |                     |                    |                     |         |
| USS Albany | SSN 753     |                              |                   |                    |                     |                    |                     |         |
| USS Topeka | SSN 754     |                              |                   |                    |                     |                    |                     |         |
| USS Miami | SSN 755     |                              |                   |                    |                     |                    |                     |         |
| USS Scranton | SSN 756     |                              |                   |                    |                     |                    |                     |         |
| USS Alexandria | SSN 757     |                              |                   |                    |                     |                    |                     |         |
| USS Asheville | SSN 758     |                              |                   |                    |                     |                    |                     |         |
| USS Jefferson City                                                                                                 | SSN 759     |                              |                   |                    |                     |                    |                     |         |
| USS Annapolis | SSN 760     |                              |                   |                    |                     |                    |                     |         |
| USS Springfield | SSN 761     |                              |                   |                    |                     |                    |                     |         |
| USS Columbus | SSN 762     |                              |                   |                    |                     |                    |                     |         |
| USS Santa Fe | SSN 763     |                              |                   |                    |                     |                    |                     |         |
| USS Boise | SSN 764     |                              |                   |                    |                     |                    |                     |         |
| USS Montpelier | SSN 765     |                              |                   |                    |                     |                    |                     |         |
| USS Charlotte | SSN 766     |                              |                   |                    |                     |                    |                     |         |
| USS Hampton | SSN 767     |                              |                   |                    |                     |                    |                     |         |
| USS Hartford | SSN 768     |                              |                   |                    |                     |                    |                     |         |
| USS Toledo | SSN 769     |                              |                   |                    |                     |                    |                     |         |
| USS Tucson | SSN 770     |                              |                   |                    |                     |                    |                     |         |
| USS Columbia | SSN 771     |                              |                   |                    |                     |                    |                     |         |
| USS Greeneville | SSN 772     |                              |                   |                    |                     |                    |                     |         |
| USS Cheyenne | SSN 773     |                              |                   |                    |                     |                    |                     |         |